# Klaksvík (îles Féroé)
Pour les articles homonymes, voir Klaksvík.
Klaksvík est la deuxième ville des îles Féroé après Tórshavn se trouvant sur l'île de Borðoy, l'une des plus septentrionales de l'archipel. Le nom de la cité est issu de l'amalgame des mots « klakkur » qui signifie « falaise » et « vík  », la « baie ».
Klaksvík abrite un port de pêche important.
Le territoire de la commune de Klaksvík s'étend sur les îles de Borðoy, Kalsoy et Svínoy.

## Histoire
La première implantation à Klaksvík date du temps des Vikings, mais ce n'est pas avant le XXe siècle que différentes agglomérations se mêlent pour former une grande ville moderne qui est devenue le centre culturel et commercial des Îles du Nord et des îles Féroé.
Sur l'île de Borðoy, Klaksvík est localisé sur l'isthme entre deux baies se trouvant dos-à-dos. Elle dispose d'installations portuaires importantes avec une industrie de pêche et une flotte de pêche moderne. Originellement, seules quatre fermes se sont implantées sur l'emplacement de Klaksvík. Elle se sont, par la suite, développées en quatre villages, Vágur, Myrkjanoyri, Gerðar et Uppsalar, et se sont finalement mêlée pour former la ville de Klaksvík en 1938. L'élément déclencheur du développement de la ville a été l'établissement sur le site d'un magasin central pour toutes les îles du nord.
La brasserie Föroya Bjór de Klaksvík est une brasserie familiale, fondée en 1888. Son emblème est un bélier et ce, depuis sa fondation. En août 2007, lorsque la brasserie concurrente Restorffs Bryggjarí a fait faillite, Föroya Bjór est devenu le seul producteur de bière et de boissons non alcoolisées dans les îles Féroé.
Avec l'ouverture du tunnel sous-marin de Leirvík, le Norðoyatunnilin, en avril 2006, Klaksvík est physiquement relié avec les îles principales des Féroé et peut maintenant être considérée comme un des ports-clés de l'archipel. Cette nouvelle situation amène plusieurs développements parmi lesquels un nouveau parc industriel situé à proximité de l'entrée du tunnel.

## Christianskirkjan

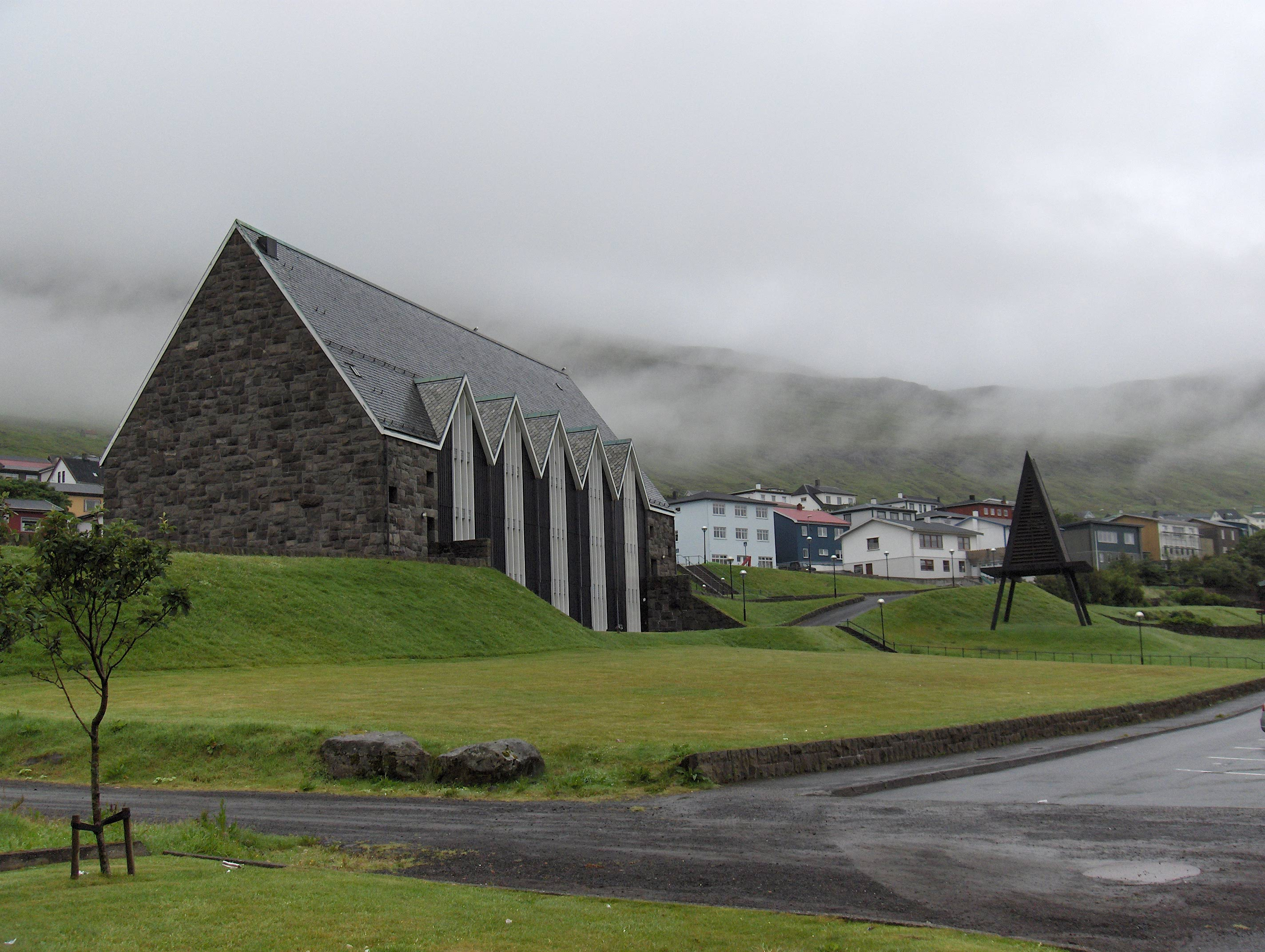
La Christianskirkja de Klaksvík.

La Christianskirkjan a été construite en 1963. Elle est la première église à être construite en Scandinavie dans le style vieux norrois. La construction du toit est semblable à celle des halles Vikings. Ce mode de construction s'est perpétué par les cuisines traditionnelles locale et les églises de village des îles Féroé.
Cette construction de toit ouverte s'est avérée être particulièrement appropriée pour les constructions d'églises, ainsi l'acoustique de cette église est meilleure que dans d'autres de taille similaire.
Dédié à Saint Christian en hommage à Christian X de Danemark, ce lieu de culte est consacré à la mémoire des marins qui ont perdu la vie pendant la Seconde Guerre mondiale.

## Démographie
| Population par année | Population par année |
| -------------------- | -------------------- |
| 1986                 | 4 762                |
| 1991                 | 4 801                |
| 1996                 | 4 345                |
| 2001                 | 4 623                |
| 2002                 | 4 794                |
| 2006                 | 4 645                |
| 2007                 | 4 666                |
| 2010                 | 4 591                |
| 2011                 | 4 817                |
| 2019                 | 4 839                |
| 2023                 | 5 488                |

Entre 1986 et 2011, la population de la ville stagne. Si l'on compare les données de 1985 (4 720 habitants) et celles de 2011 (4565), la population de la ville a légèrement diminué; Néanmoins, dans le même intervalle de temps, la population de Klaksvík a connu un pic en 1989, avec 4 845 personnes, et un minimum en 1996, avec 4345 .
En 2011, la population de jeunes est importante dans la ville, avec 684 personnes âgées entre 0-9 ans, et 664 personnes entre 10 et 19 ans, soit un pourcentage de 29,5 % de la population âgée entre 0 et 19 ans. À l'autre extrémité de l'échantillon, 873 personnes - 19 % du total - font partie des personnes âgées de plus de 60 ans .
Outre Klaksvík, la capitale, plusieurs autres localités sont proches, par exemple Norðoyri, Anir et Árnafjørður, sur l'île Bordoy, Mikladalur et Trøllanes dans le nord de l'île de Kalsoy, ou Svínoy, sur l'île éponyme . La population dans la plupart de ces villages est historiquement très rare, et a généralement tendance à diminuer.

## Transport

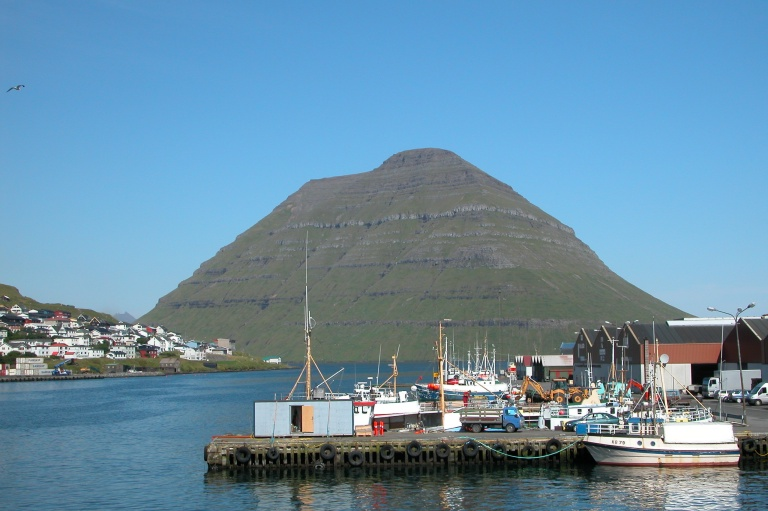
Le port de Klaksvík.

Klaksvík est bien desservie par les routes, non seulement avec toutes les villes de Bordoy, mais aussi par des tunnels avec Viðoy et Kunoy et par ferry avec la ville de Syðradalur, Kalsoy. Jusqu'en 2006, il y avait un service de traversée entre Klaksvík et Leirvík à Eysturoy, année où a été inauguré le Nordoyatunnilin (tunnel des îles du Nord), de 5,6 km de long, qui relie rapidement les deux endroits.
Grâce au système de tunnel féroïen, reliant plusieurs îles, de Klaksvík est accessible par la route à Tórshavn et un chemin d'accès pendant une heure, à l'aéroport de Vágar.

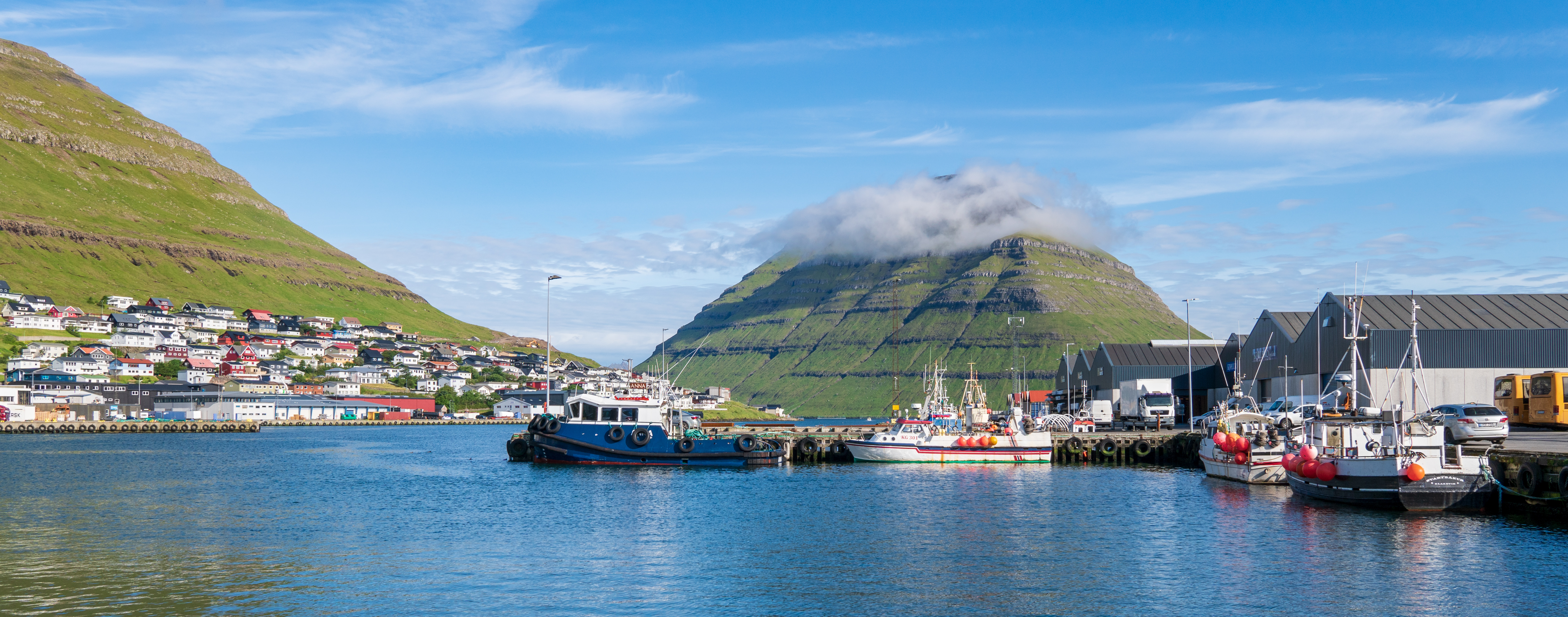
Le port de Klaksvik ; l'eau calme, quelques bateaux à quai, hangars, la ville qui escalade le bas d'une pente, et divers reliefs pentus et herbus.

## Vie culturelle et sportive
Klaksvík reçoit le Summarfestivalurin (en), le plus grand festival de musique des îles Féroé dont la première édition a été lancée en 2004.
Elle aligne également une équipe de football : le KÍ Klaksvík (Klaksvíkar Ítróttarfelag). Le club fondé en 1904 est le deuxième plus titré de l'archipel avec ses 20 titres remportés. Il est aussi le premier de l'histoire des Îles Féroé à avoir atteint les phases de groupes d'une compétition européenne après sa qualification pour la Ligue Europa Conférence en 2023.

## Personnalités nées à Klaksvík
- Símun av Skarði (1872-1942). Écrivain et homme politique.
- Elinborg Lützen (1919-1995). Graphiste.
- Anfinn Kallsberg (1947- ). Premier ministre des îles Féroé.
- Sólrun Løkke Rasmussen (1968- ). Épouse du premier ministre du Danemark Lars Løkke Rasmussen.

## Jumelages
La ville de Klaksvík est jumelée avec :
- Grenå (Danemark) ;
- Kópavogur (Islande) ;
- Odense (Danemark) ;
- Norrköping (Suède) ;
- Sisimiut (Groenland) ;
- Tampere (Finlande) ;
- Wick (Écosse). La ville de Wick a mis fin au jumelage le 19 août 2015 afin de ne pas être associée au massacre annuel des dauphins et baleines encore pratiqué dans les Îles Féroé[10].

Elle entretient d'étroites relations avec : 
- Trondheim (Norvège).